# 금호지구

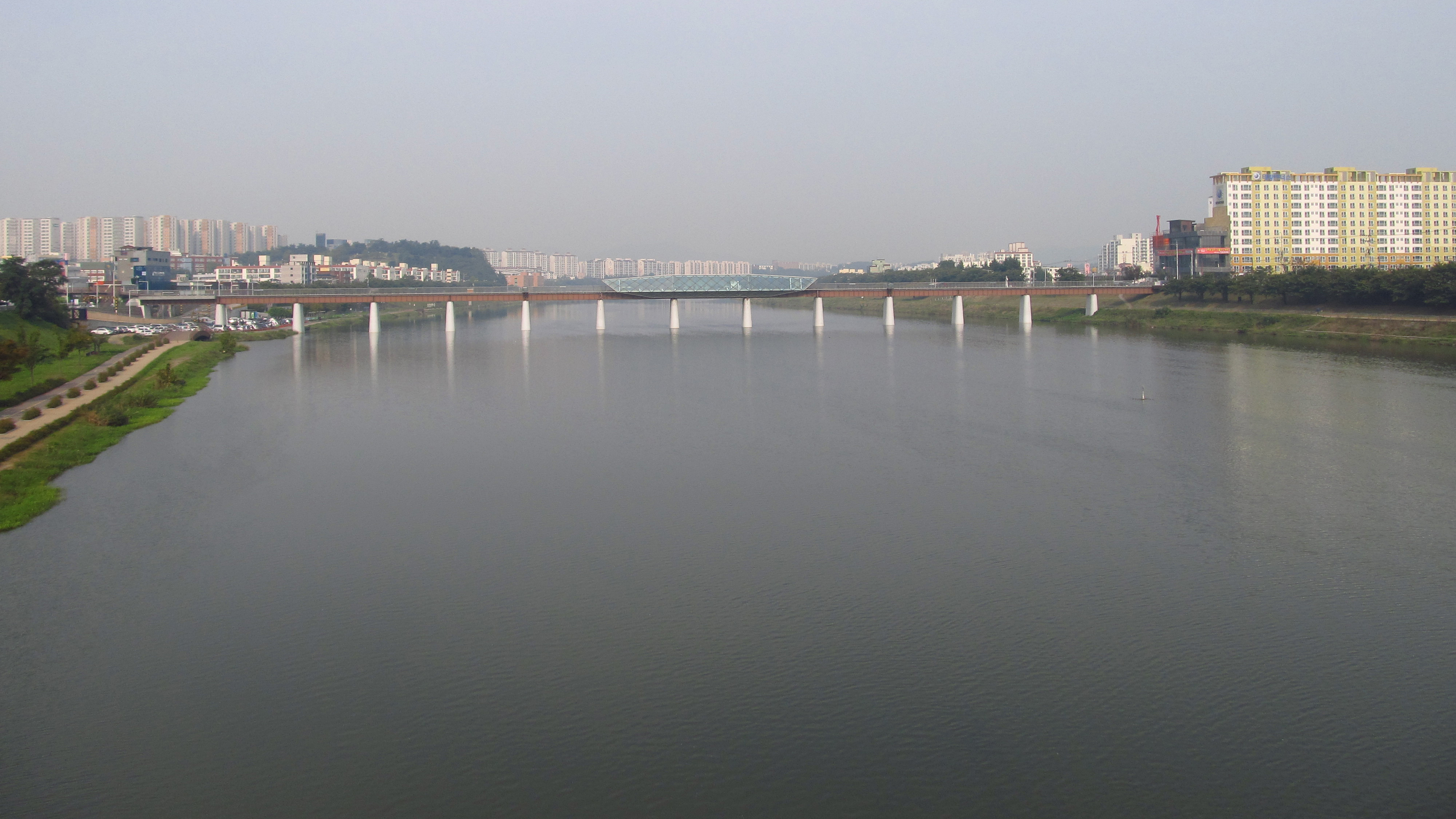
금호지구의 이름이 유래된 금호강.

금호지구(琴湖地區)는 대구광역시 북구 사수동과 금호동에 조성 중인 택지 지구이자, 더 넓게는 이 두 행정구역을 아울러서 부르는 지명이기도 하다. '금호'라는 지명 택지 지구 남쪽에 있는 금호강에서 유래했으며, 원래 이 지역은 대구광역시에 편입되기 이전까지 경상북도 칠곡군과 역사를 공유했다. 
금호지구는 북쪽과 서쪽으로 경상북도 칠곡군과 접하며 동쪽으로는 잠산-태복산 줄기를 경계로 칠곡지구와 접한다. 남쪽은 대부분 금호강을 경계로 달성군 다사읍과 접하고 있다. 동남쪽으로는 금호동 끝부분이 달서천 입구와 그 인근 지역을 포함하고 있기에 대구광역시 서구와도 경계를 접하고 있다. 금호지구는 북동쪽의 태복산 산줄기가 동쪽과 북쪽으로 뻗어있는 지형이며 이 산줄기 안에 시가지가 위치하고 있다. 